# Jeremy Slater
Jeremy Slater é um roteirista e produtor de cinema e televisão estadunidense, conhecido por seu trabalho em filmes como Quarteto Fantástico e Death Note, e em séries de televisão como The Umbrella Academy e The Exorcist, que Slater criou, e na qual atuou como produtor executivo. Ele é o roteirista principal e produtor executivo da minissérie do Disney+, Cavaleiro da Lua.

## Carreira
Slater escreveu My Spy, um filme de comédia de ação que seria dirigido por Jake Kasdan, bem como Tape 4, um filme de terror a ser produzido pela Primal Pictures, e Man of Tomorrow, um filme noir de super-heróis.
Em julho de 2012, Slater foi contratado para escrever o roteiro do filme Quarteto Fantástico. Depois que o filme foi lançado em agosto de 2015, Slater comentou que muito do que ele escreveu não estava no filme finalizado.
A versão original de Slater do roteiro de Quarteto Fantástico parecia mais parecida como um filme da Marvel Studios, sendo uma aventura de super-heróis cheia de ação em contraste com o tom sombrio e realista do filme final. Incluía os vilões Galactus, que é a fonte dos poderes dos personagens titulares, Toupeira e Doutor Destino, que seria um ditador da Letônia e arauto de Galactus, em contraste com o programador anti-social que ele foi retratado no filme finalizado.
Slater escreveu um rascunho da adaptação cinematográfica em live-action da série de mangá Death Note, de Takeshi Obata, dirigida por Adam Wingard. A versão final do filme se desviou e omitiu vários elementos significativos de seu rascunho original e, na melhor das hipóteses, apresentava elementos minúsculos de seu roteiro original.
Slater foi o criador e produtor executivo de The Exorcist, um drama de televisão baseado no filme de mesmo nome.
Em novembro de 2019, Slater foi contratado como redator principal e produtor executivo da minissérie do Disney+, Cavaleiro da Lua, da Marvel Studios.
Ele coescreveu o futuro filme da Warner Bros. Pictures, Coyote vs. Acme, com James Gunn, Jon Silberman, Josh Silberman e Samy Burch. 
Em janeiro de 2022, Slater foi contratado para escrever uma sequência de Mortal Kombat. Em agosto de 2022, foi relatado que Slater havia coescrito uma sequência sem título de Godzilla vs. Kong com Terry Rossio e Simon Barrett.

## Filmografia
Cinema
| Ano  | Título                                    | Diretor | Roteirista | Ref.   |
| ---- | ----------------------------------------- | ------- | ---------- | ------ |
| 2015 | Renascida do Inferno                      | Não     | Sim        |        |
| 2015 | Quarteto Fantástico                       | Não     | Sim        |        |
| 2016 | Pet                                       | Não     | Sim        |        |
| 2017 | Death Note                                | Não     | Sim        |        |
| 2024 | Sequência sem título de Godzilla vs. Kong | Não     | Sim        |        |
| TBA  | Coyote vs. Acme                           | Não     | Sim        |        |
| TBA  | Thread                                    | Sim     | Sim        | [ 13 ] |
| TBA  | Sequência sem título de Mortal Kombat     | Não     | Sim        |        |

Produtor executivo
- Stephanie (2017)

Televisão
| Ano     | Título               | Roteirista | Produtor executivo | Criador | Notas       |
| ------- | -------------------- | ---------- | ------------------ | ------- | ----------- |
| 2016–18 | The Exorcist         | Sim        | Sim                | Sim     | 4 episódios |
| 2019–20 | The Umbrella Academy | Sim        | Sim                | Não     |             |
| 2022    | Cavaleiro da Lua     | Sim        | Sim                | Sim     | 2 episódios |